# Belegung (Nachrichtentechnik)
Als Belegung (englisch occupation) wird in der Nachrichtentechnik die Benutzung einer Vermittlungseinrichtung, Leitung, eines Wartespeichers von Routern oder von Funk- und Kabelnetzen bezeichnet.

## Allgemeines
Der Begriff der Belegung ist vergleichbar mit dem in der Betriebswirtschaftslehre verwendeten Begriff der Kapazitätsauslastung. Kapazität ist die maximal mögliche Auslastung etwa einer Produktionsanlage, der Auslastungsgrad ist ihre tatsächliche Beanspruchung. Pendants für die Kapazität in der Nachrichtentechnik sind die Kanalkapazität oder die Speicherkapazität in der Informatik. Als Vermittlungseinrichtung fungiert beispielsweise eine Telefonanlage. Deren tatsächliche Auslastung heißt Belegung. Unter der Belegung wird mithin allgemein die Inanspruchnahme einer vermittlungstechnischen Einrichtung oder Leitung verstanden, und zwar ohne Rücksicht auf den Erfolg des Belegungsversuchs. Durch die Belegung wird die Kapazität dem Betrieb für andere Verbindungen entzogen. Es spielt mithin keine Rolle, wie lange die Belegung dauert und ob diese erfolgreich ist oder nicht. Die Belegungszeit (Belegungsdauer; englisch holding time) ist der Zeitraum, in welchem eine Belegung vorhanden ist.

## Berechnung

Verkehrsbilanz in der Nachrichtentheorie

Beobachtet man ein Kanalbündel, stellt man fest, dass sich Belegungen {\displaystyle c} mit unterschiedlich langen Belegungszeiten und unterschiedlich langen Pausenzeiten abwechseln. Die Addition aller Belegungszeiten des beobachteten Kanalbündels ist die Verkehrsmenge {\displaystyle Y}. Die mittlere Belegungszeit {\displaystyle t_{m}} ergibt sich dann aus
{\displaystyle t_{m}={\frac {Y}{c}}}.
Die Verkehrsmenge {\displaystyle Y} ist das Produkt aus der Anzahl der Belegungen {\displaystyle c} und der mittleren Belegungsdauer {\displaystyle t_{m}}
{\displaystyle Y=c\cdot t_{m}}.
Die Einheit der Verkehrsmenge ist die Erlangstunde (Erlh). Die Verkehrsmenge in Erlang ist die Summe der Belegungsdauern einer betrachteten Menge von Belegungen.
Verkehrsmengen werden im Zusammenhang mit der Dimensionierung fernmeldetechnischer Anlagen oder Anlagenteile bestimmt. Hieraus wird der Verkehrswert berechnet.

## Technische Aspekte
Funk- oder Kabelnetze können nur bis zu ihrer Kanalkapazität genutzt werden. Der Mobilfunk funktioniert durch die Belegung von Funkfrequenzen. Vor jeder Sendung prüft die Sendestation, ob der Funkkanal belegt ist (englisch carrier sense). Bei UMTS werden Daten als Datenpakete übertragen, so dass bei einem Gesprächsaufbau keine dauerhafte Belegung von Funkkanälen erfolgt. Wird die höchstmögliche Bitrate an Daten oder Informationen, die über einen Übertragungskanal gerade noch fehlerfrei übertragen werden können, überschritten, kommt es zu geringeren Datenübertragungsraten oder Netzstörungen. Das zeigt sich im Einzelfall beispielsweise bei der Telefonie. Ruft der Absender einen bereits anderweitig telefonierenden Empfänger an, ertönt ein Besetztzeichen.

## Verkehrstheorie
Die Belegung wird auch in der Verkehrstheorie mit dem Formelzeichen {\displaystyle c} dargestellt und bei der Berechnung der Verkehrsmenge {\displaystyle Y} verwendet.